# اللوبي الأرمني في الولايات المتحدة

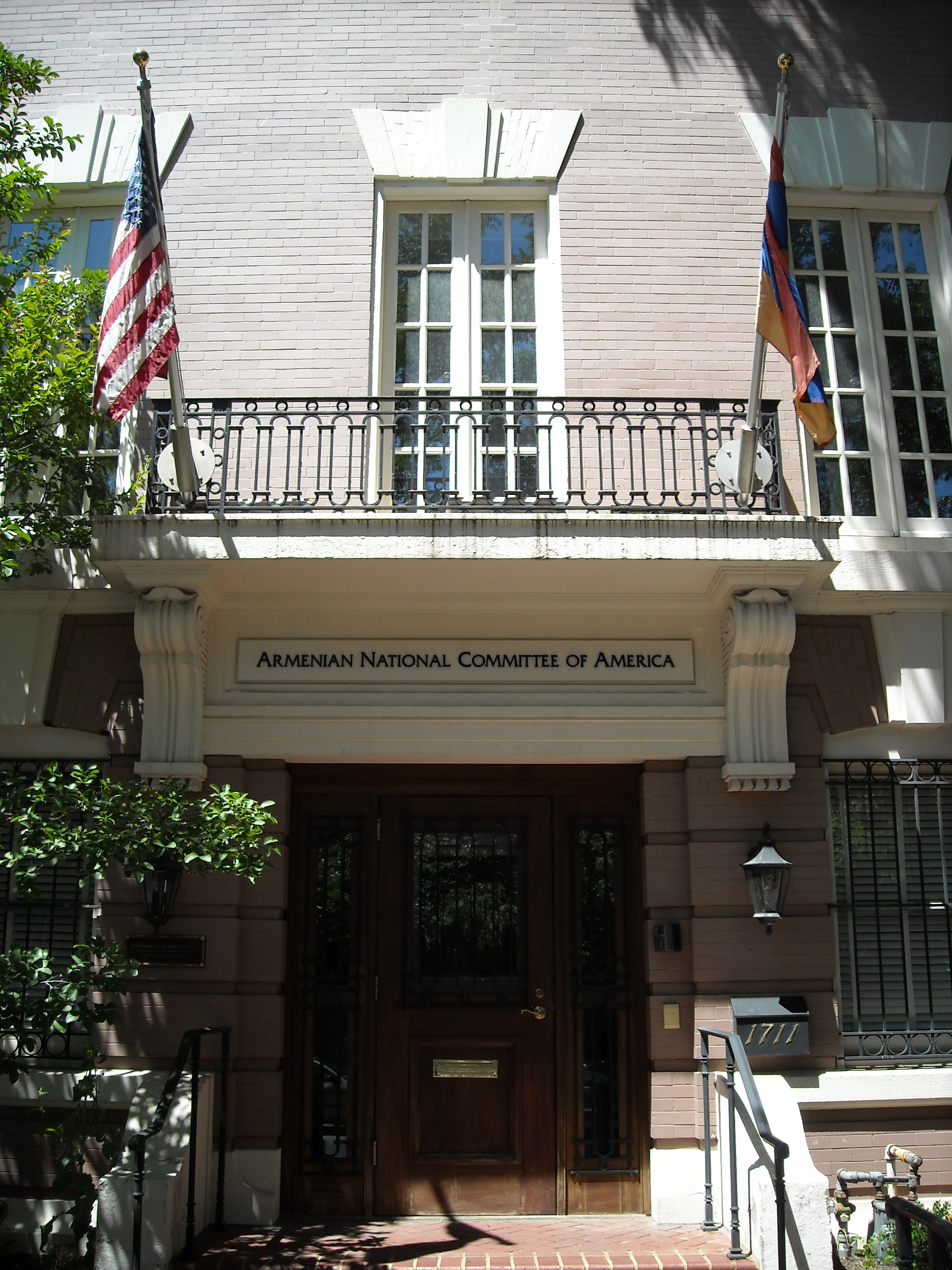
مقر اللجنة الوطنية للأرمن بأميركا في واشنطن العاصمة وهي أكبر منظمة أرمنية في الولايات المتحدة.

تُعد جماعات الضغط الأرمنية أو اللوبي الأرمني (بالأرمنيّة: ԱՄՆ-ի հայկական լոբբի؛ بالإنجليزية: Armenian lobby in the United States) على مستوى العالم قوة لا يستهان بها، فهو صاحب الفضل الأول في التعريف بقضية الأرمن واكتساب هذا التعاطف العالمي، وعلى سبيل المثال لا الحصر، يشكل الأرمن جالية كبيرة في الولايات المتحدة، ولهم الكثير من الجمعيات مثل «اللجنة الوطنية للأرمن بأميركا»، وهي أكبر منظمة أرمنية في أللولايات المتحدة، ومدعومة من جانب اللوبي اليهودي.
كما أن هناك أكثر من مليون ونصف المليون أميركي أرمني، ولديهم عضوان في مجلس النواب، وعدة صحف تصدر باللغة الإنجليزية، ووفقًا لزبغنيو بريجينسكي يعتبر اللوبي الأرمني إلى جانب اللوبي اليهودي واليوناني جماعات الضغط الأكثر تأثيرًا من أي جالية أخرى على السياسة الأميركية.
وفقًا لمدير الجمعية الأرمنية في أمريكا روس فارتيان أن هدف عمل اللوبي الأرمني هو التوجه للمجتمع الأمريكي خاصة أعضاء الكونغرس الأمريكي ومراكز الأبحاث وصانعي السياسة والإعلام مع مراعاة عدم إدراجهم علي لائحة أي من الحزبين الأمريكيين القويين، كي يتمكنوا من الحصول علي الدعم المعنوي من كلا الحزبين.
وتؤكد الدراسات الأميركية إن الأرمن هم أهم وأكبر تأثيرًا من أية جالية أخرى بعد الجالية اليهودية على السياسة الأميركية، فهم يملكون رؤوس أموال ضخمة ويسيطرون على مشاريع مهمة واستراتيجية عدا عن أن ديانتهم سمحت للكثير منهم الدخول في عصب السياسة الأميركية.